# ماگین میر
ماگین میر (انگلیسی: Magín Mir؛ زادهٔ ۶ ژانویهٔ ۱۹۷۰) بازیکن فوتبال اهل اسپانیا است.
از باشگاه‌هایی که در آن بازی کرده‌است می‌توان به باشگاه فوتبال الچه و باشگاه فوتبال رئال مورسیا اشاره کرد.